# Rick Geary
Pour les articles homonymes, voir Geary.
Rick Geary (né le 25 février 1946 à Kansas City) est illustrateur et auteur de bande dessinée américain.

## Biographie
Rick Geary est d'abord connu pour son travail d'illustrateur humoristique, diffusé nationalement dans des quotidiens (San Diego Reader, The New York Times Book Review, etc.), des magazines (National Lampoon, Mad, etc.) ou sur carte postale. Celui-ci lui a valu un Inkpot Award en 1980 et le prix du meilleur illustrateur de la National Cartoonist Society en 1994.
Geary est également un auteur de bande dessinée spécialisé dans l'adaptation d'ouvrages littéraire (Les Hauts de Hurlevent, L'Homme invisible, Les Grandes Espérances, etc.), l'illustration d'histoires vraies (séries A Treasury of Victorian Murder et A Treasury of XXth Century Murders) et la biographie (Cravan, J. Edgar Hoover, Trotski: A Graphic Biography, etc.).

## Prix et récompenses
- 1980 : Prix Inkpot
- 1995 : Prix de l'illustration de magazine de la National Cartoonists Society
- 2007 : Prix Eisner du meilleur titre jeune public pour Gumby (avec Bob Burden)
- 2017 : Prix du roman graphique de la National Cartoonists Society pour Black Dahlia